# Brant Bjork and the Bros
Brant Bjork and the Bros is een band die door de Amerikaan Brant Bjork in 2003 is opgericht. De band bestond tijdens de oprichting uit gitarist Mike Pygmie, bassist Dylan Roche, drummer Michael Peffer en Bjork zelf als zanger en bijkomend gitarist. Ze toerden in oktober 2003 door Europa en speelde muziek van Bjorks solomateriaal en nummers van Ché's Sounds of Liberation. Mike Pygmie werd vervangen door Scott Cortez voor de verdere tournee in Europa en Noord-Amerika in 2004. Pygmie speelt sinds 2012 bij de band Mondo Generator als gitarist.

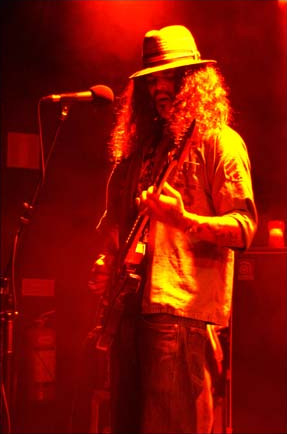
Brant Bjork tijdens een optreden met The Bros in Inkonst Zweden (9 mei 2007)

De band speelt groovy jaren 70-psychedelica en behoort tot de Palm Desert Scene.

## Discografie

### Saved by Magic
Saved by Magic is het debuutalbum van de band. Het album kenmerkte het geluid van Bjorks eerste albums Jalamanta/Sounds of Liberation als soloartiest. Het is een dubbel-cd die in 2005 uitkwam.
In 2006 kwam de film Sabbia uit van filmmaker Kate McCabe waarvoor Brant Bjork de muziek schreef. Een aantal solonummers van Brant Bjork en nummers het album Saved by Magic zijn te horen in de film.

### Somera Sól
In 2007 kwam het tweede album Somera Sól van de band uit. Op dit album is drummer Michael Peffer vervangen door Alfredo Hernández waarmee hij al eerder mee had samengewerkt in de band Ché en die eerder bij andere Palm Desert bands had gespeeld.
Door de wat meer open drumstijl van Alfredo Hernández (Bjorks opvolger in Kyuss) werd het geluid van de band breder en de teksten van Bjork werden kritischer.